# АМ140ПК
АМ140ПК (автомотриса модульная с конструкционной скоростью 140 км/ч повышенной комфортности, ранее АМ140-01) —  автомотриса, выпускаемая Свердловским путевым ремонтно-механическим заводом. Предназначена для инспекционных поездок по комиссии и контролю пути и путевого хозяйства. Создана на экипажной части автомотрисы АМ140. Предполагается, что первые экземпляры этих машин будут работать в Московской и Юго-Восточной дирекциях инфраструктуры. ОАО «Российские железные дороги» (РЖД) предварительно обозначило потребность в приобретении второй партии таких автомотрис.

## Интерьер
Внутри автомотриса разделена на три функциональные зоны: по концам расположены смотровой салон и салон для переговоров, интегрированные с кабинами машиниста, а в центральной части входная зона и коридор с купе, кухней и санузлами. По краям салона автомотрисы расположены кабины машиниста, оборудованные пультом управления и двумя креслами для локомотивной бригады. Кабины не отделены перегородками от пассажирского салона и образуют с ним единое пространство. Непосредственно за первой кабиной находится смотровой салон с 8 сиденьями, размещёнными в 2 ряда по схеме 2+2 и ориентированными лицом в сторону пульта управления. За ним с левой стороны имеется перегородка, а справа сквозной проход в зону входа с боковыми лестницами, поднимающимися от площадок у входных автоматических дверей к уровню пола салона. Лестница по правому борту направлена вперёд и выводит в смотровой салон, а по левому назад в коридор, между ними расположен изогнутый проход. В центральной части вдоль левого борта автомотрисы проходит коридор, из которого имеются боковые двери в помещения, отделённые перегородками: кухня; купе-кабинет начальника инспекции с полкой для отдыха лёжа, стулом и рабочим столиком, имеющее также персональный санузел; купе локомотивной бригады; санузел для локомотивной бригады и членов комиссии. За коридором расположен конференц-зал, оснащённый продольным столом для переговоров, 9 сиденьями (по 4 по бокам и одно со стороны коридора) и мультимедийным оборудованием, оканчивающийся второй кабиной. Стены салона и сиденья оформлены преимущественно бежевым и коричневым цветами, пол — коричневым, потолок — молочно-белым.

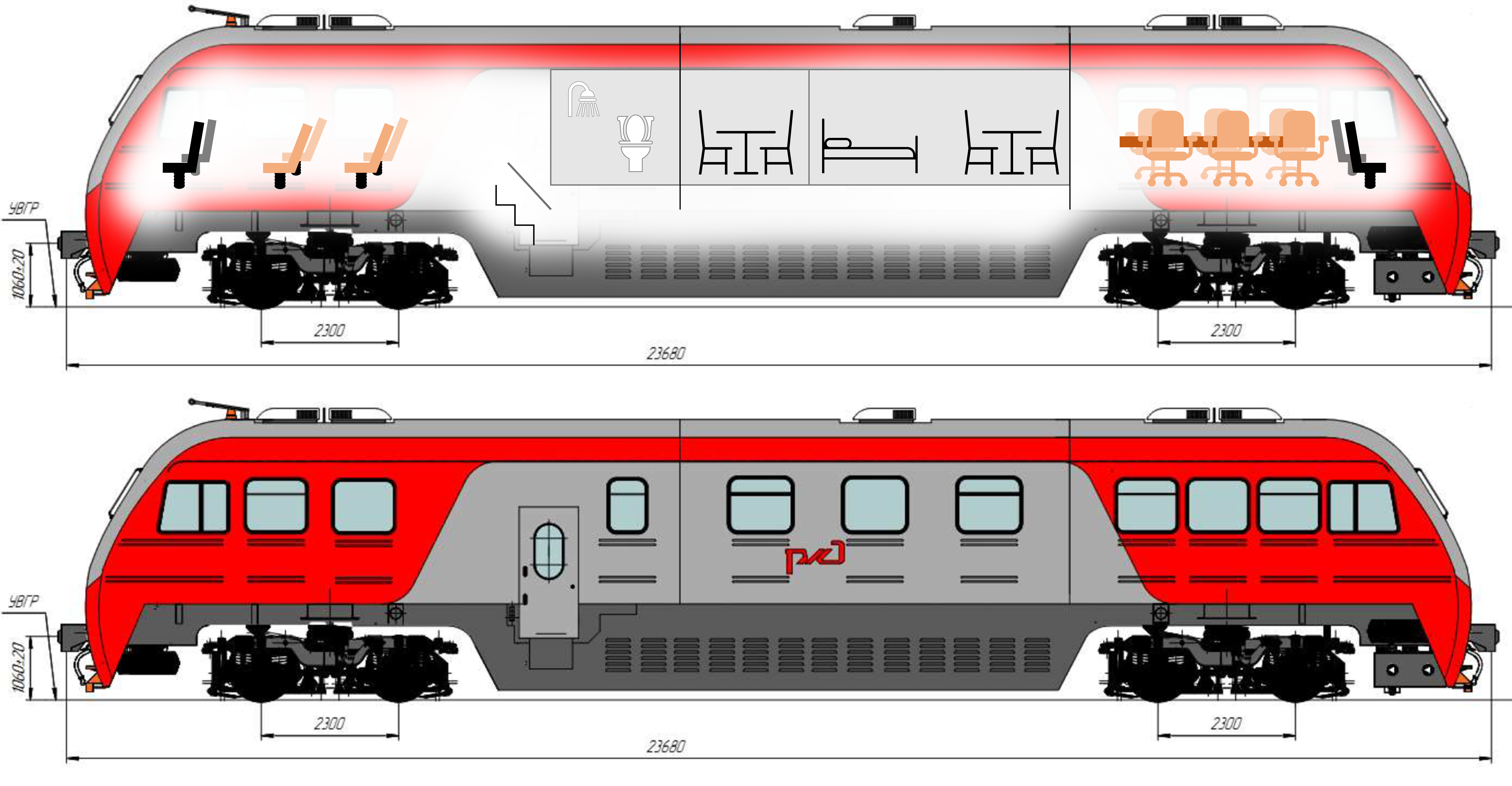
Схема автомотрисы АМ140ПК

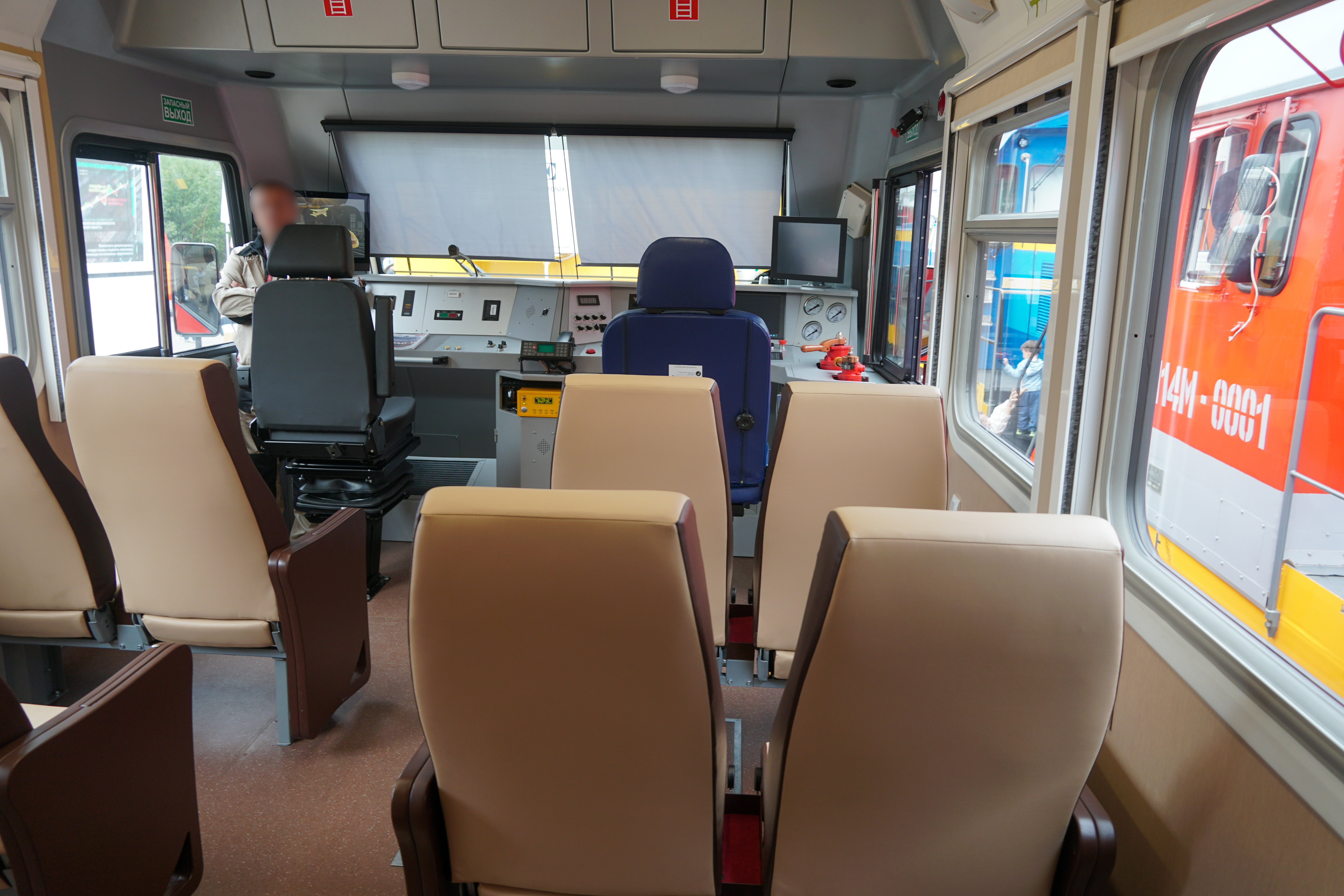
Смотровая площадка
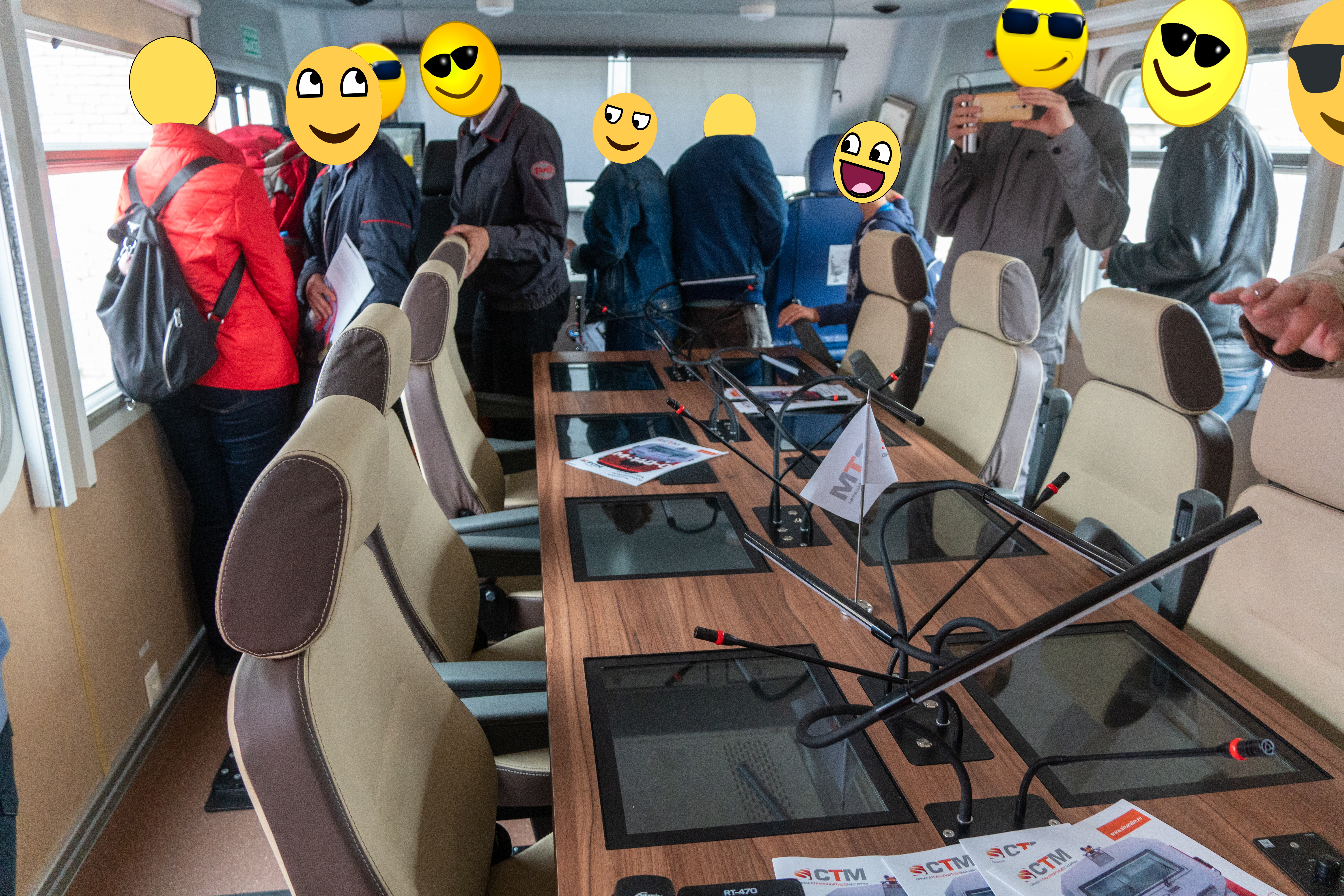
Конференц-зал
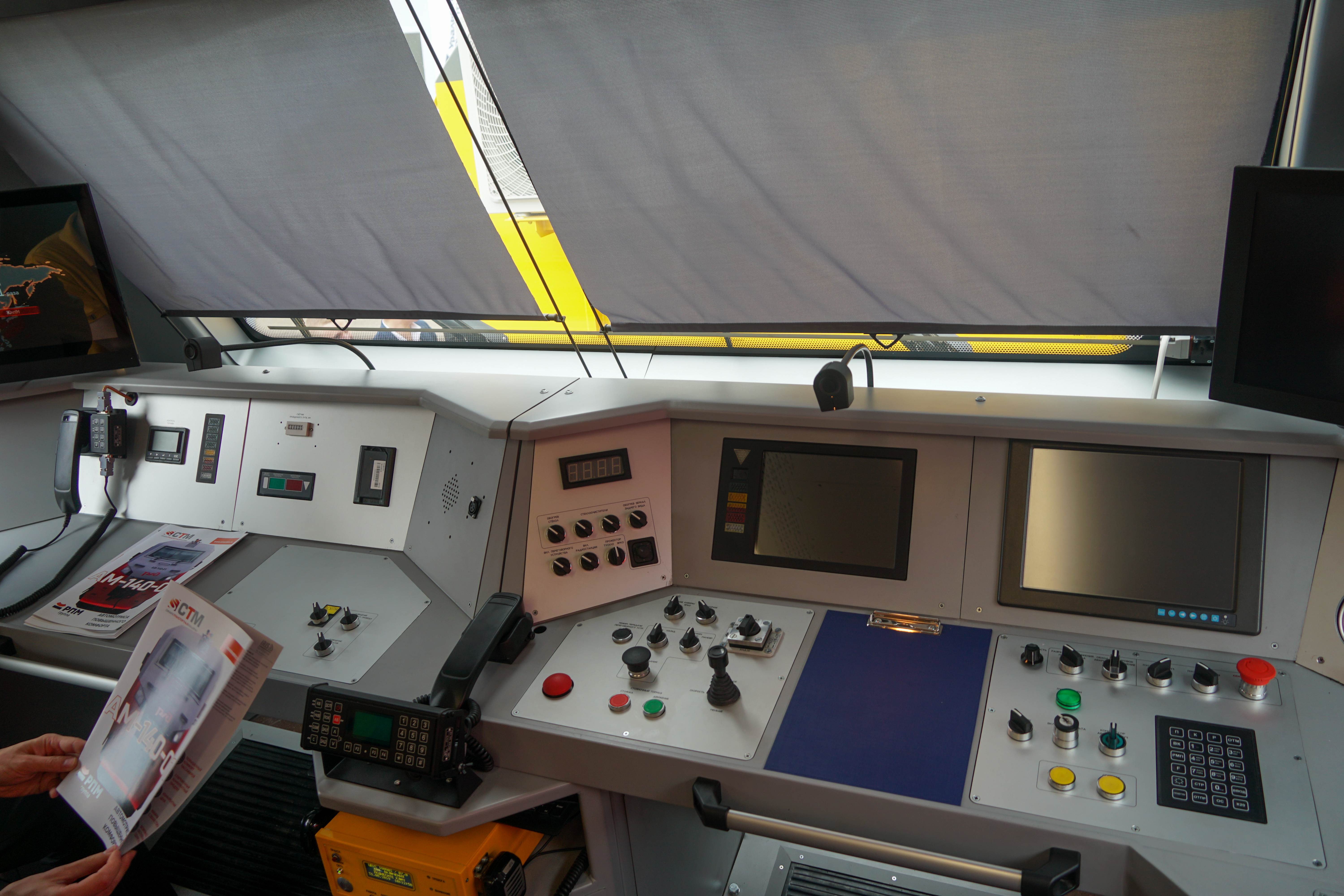
Пульт управления
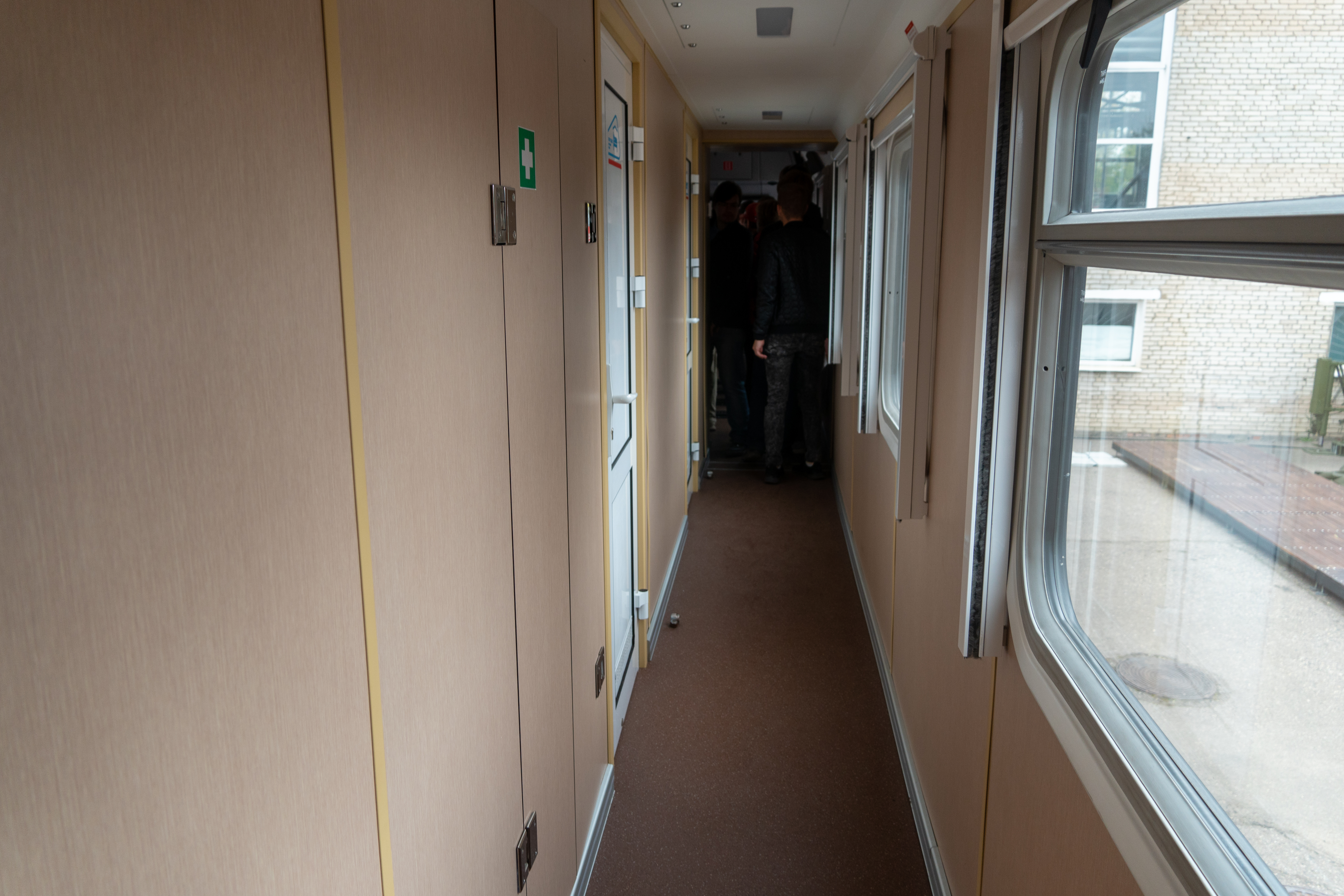
Коридор